# Moonlight Maze
Moonlight Maze fu il nome in codice che il governo USA diede nel 1999 ad una serie di attacchi coordinati ai computer del Dipartimento di difesa, importanti università ed imprenditori militari Gli attacchi furono ricondotti ad un mainframe computer  di Mosca, ma non è chiaro se da lì avessero avuto origine o fosse stato usato semplicemente come snodo.
Il 20 settembre 1999, Gregory Vistica pubblicò su Newsweek un articolo sul Moonlight Maze.
In quel report dichiarò che gli hacker che conducevano gli attacchi riuscirono ad ottenere ingenti quantità di dati, come codici navali classificati o informazioni sui sistemi di guida dei missili, anche se non è mai stato confermato che tali informazioni furono di fatto compromesse. Gli attacchi sarebbero cominciati a bassa frequenza nel gennaio 1999, contrastati quasi immediatamente, e ne fu rintracciata la loro sede a Mosca; questo non fermò gli intrusi che continuarono le loro intrusioni quasi silenziosamente, lasciando però qui e là tracce informatiche.
Secondo quell'articolo, alcune cariche del dipartimento di difesa avrebbero affermato che l'attacco era:
( Newsweek Exclusive: 'We're in the Middle of a Cyberwar', su prnewswire.com. URL consultato il 2 luglio 2009 (archiviato dall'url originale il 29 settembre 2007).)
L'articolo era "We're in the middle of a cyberwar" (in italiano "Siamo in mezzo ad una guerra cibernetica") tratto da una citazione dall'allora vicesegretario della Difesa degli Stati Uniti, la seconda carica del Dipartimento della difesa degli Stati Uniti John Hamre. Ad ogni modo, alcune di queste notizie furono smentite poco dopo in un articolo di Dan Verton del Federal Computer Week.